# Contea di Grant (Nebraska)
La contea di Grant (in inglese Grant County) è una contea dello Stato del Nebraska, negli Stati Uniti. La popolazione al censimento del 2000 era di 747 abitanti. Il capoluogo di contea è Hyannis.